# Richie Roberts
Richard M. Roberts (* 1938 oder 1939 in der Bronx, New York) ist ein US-amerikanischer Anwalt und früherer Polizeibeamter aus New Jersey. Er wurde bekannt durch die Verfilmung American Gangster, die seine Rolle im Zusammenhang mit der Verhaftung, Verfolgung und späteren Verteidigung des Harlemer Drogenkönigs Frank Lucas thematisiert.
Roberts wurde im New Yorker Stadtbezirk Bronx geboren, wuchs jedoch auf der anderen Seite des Hudson River in Newark im US-Bundesstaat New Jersey auf. Nach der Highschool ging er zu den US-Marines und war anschließend für sechs Jahre als Reservist im Marine Corps Recruit Depot Parris Island in South Carolina stationiert. Während seiner Reservistenzeit begann er ein Studium am Uppsala College in East Orange in New Jersey. Nach drei Jahren brach er das Studium jedoch ohne Abschluss ab und wurde stattdessen 1963 Polizeidetektiv im Büro des Staatsanwalts von Essex County. Während seiner Arbeit als Polizeidetektiv begann er ein Jurastudium an der Seton Hall University in South Orange und legte 1971 sein Staatsexamen (engl. bar examination) ab. Er wurde zunächst Assistenzstaatsanwalt im Essex County und kurze Zeit später zum Chef einer Spezialeinheit zur Drogenbekämpfung ernannt. In dieser Funktion war Roberts an der Verhaftung des Drogenkönigs Frank Lucas 1975 und der Aufdeckung der „Cadaver Connection“ beteiligt. Lucas wurde zunächst zu einer 70-jährigen Haftstrafe verurteilt. Aufgrund seiner Zusammenarbeit mit der Polizei nach seiner Verhaftung wurde diese jedoch erheblich reduziert, so dass er 1981 bereits wieder aus der Haft entlassen wurde. Roberts beendete in der Folgezeit seine Polizeiarbeit und begann als Strafverteidiger zu arbeiten. Zu Lucas entwickelte er ein freundschaftliches Verhältnis und wurde Patenonkel seines Sohnes Ray, außerdem vertrat er ihn als Anwalt, als dieser 1984 wegen eines erneuten Drogendeliktes und Verstoßes gegen die Bewährungsauflagen ein zweites Mal angeklagt wurde. Lucas erhielt in diesem Prozess eine siebenjährige Haftstrafe, die er bis 1991 verbüßte.
Im Film American Gangster wird Roberts von Russell Crowe verkörpert. Aufgrund der großen Publizität des Kriminalfalls selbst sowie auch des Films wurde er zu einer bekannten Persönlichkeit, mit der sich zahlreiche Zeitungsartikel und auch einige Bücher befassen.